# Ruby Red
Ruby Red (el títol original del qual és Rubinrot; Rubí: la última viajera del tiempo a Espanya) és una pel·lícula alemanya del 2013. Aquesta és l’adaptació cinematogràfica de la novel·la juvenil, escrita per Kerstin Gier, del mateix títol (Rubí en castellà, Roig robí en català). És la primera part d’una trilogia anomenada Edelstein (que es tradueix al català com a “pedra preciosa”) en què Blau safir i Verd maragda són la segona i tercera part. Dirigida per Felix Fuchssteiner, aquesta pel·lícula es va classificar per a tots els públics i és de gènere fantàstic i romàntic.

## Argument
La Gwendolyn Shepherd viu en una casa de bojos i és que la seva família guarda un dels secrets més antics de Londres. Tothom té clar que la seva perfecta cosina Charlotte és la portadora del gen, que en complir els setze anys, farà que pugui viatjar en el temps. A part de la Charlotte, la Gwenny viu amb la seva mare (Grace), els seus dos germans (Nick i Caroline), la pesada tia Glenda (la mare de la Charlotte), la seva estricta àvia (Lady Arista) i la seva bestia Maddy que té visions en les quals apareix la Lucy, la seva cosina que va desaparèixer fa disset anys.
Però és la Gwendolyn qui, inesperadament al mig de classe, acaba al Londres del segle xix i es converteix així en la dotzena viatgera en el temps. Es diu que quan es tanqui el cercle dels dotze, sortirà un secret a la llum. Serà ella qui haurà de resoldre l'enigma que s’amaga darrere tot això, amb l’ajuda de “l’insofrible” i molt atractiu Gideon de Villiers l’altre portador del gen, amb qui acabarà formant una aliança. Una cosa està clara, la Gwendolyn ha d’arribar al fons dels misteris, el que no està tant clar, és com s’ho farà per no enamorar-se de Gideon pel camí.

## Repartiment
- Maria Ehrich com Gwendolyn “Gwenny” Shepherd
- Jannis Niewöhner com Gideon de Villiers
- Veronica Ferres com Grace Shepherd
- Uwe Kockisch com Falk de Villiers
- Katharina Thalbach com la bestia Maddy
- Gottfried John com Dr. White
- Gerlinde Locker com Lady Arista
- Rüdiger Vogler com Thomas George
- Florian Bartholomäi com Paul de Villiers
- Jennifer Lotsi com Leslie Hay
- Josefine Preuß com Lucy Montrose
- Laura Berlin com Charlotte Montrose
- Sybille Canonica com Glenda Montrose
- Justine del Corte com Madame Rossini
- Kostja Ullmann com James Pimplebottom
- Peter Simonischek com Comte de Saint Germain
- Axel Milberg com Lucas Montrose

## Personatges[6]

### Gwendolyn Shepherd
La dotzena viatgera en el temps, la pedra preciosa que la simbolitza és el robí. Té dos germans el Nick i la Caroline i la seva millor amiga és la Leslie Hay. S’acabarà enamorant de l’altre viatger en el temps: Gideon de Villiers.

### Gideon de Villiers
L’onzè viatger en el temps del cercle, la seva pedra preciosa és el diamant. És dos anys més gran que la Gwendolyn i viu amb el seu oncle Falk de Villiers des que té onze anys. Des de ben petit s’ha estat preparant per viatjar en el temps, juntament amb la Charlotte. Al principi subestima a la Gwendolyn de les seves capacitats, però acaba enamorant-se d’ella perdudament.

### Charlotte Montrose
És la cosina de la Gwendolyn i la filla de la Glenda. Des de ben petita es pensava que era ella qui va heretar el gen de viatjar en el temps i és per això que es va preparar juntament amb Gideon de Villiers per poder fer-ho sense cap perill.

### Leslie Hay
La millor amiga de la Gwendolyn és l’única persona fora de la família que sap el secret dels Montrose. Quan s’adona que la Gwenny és capaç de viatjar en el temps, l’ajudarà recopilant tota mena d’informació que extreu d’Internet.

### Altres
Grace Montrose
Mare de Gwendolyn, Nick i Caroline.
Falk de Villiers
Oncle de Gideon de Villiers, Gran Mestre de la Lògia a la qual pertanyen Gwendolyn i Gideon.
Lucy Montrose
Viatgera en el temps, és la cosina de la Gwendolyn i l'enamorada de Falk de Villiers.
Paul de Villiers
Viatger en el temps, és el germà petit de Falk de Villiers i l'enamorat de la Lucy.
Comte de Saint Germain
Viatger en el temps i creador de la Lògia.
Lady Arista
Àvia de la Gwendolyn, la Charlotte, el Nick i la Caroline. Viuda de Lucas Montrose.
Glenda Montrose
La mare de la Charlotte, sempre vol ser el centre d’atenció.
Lucas Montrose
Avi de Gwendolyn, Charlotte, Nick i Caroline. Va ser Gran Mestre de la Lògia.
Maddy Montrose
Germana de Lucas, bestia de Gwendolyn, Charlotte, Nick i Caroline. Sol tenir visions.
Nick Shepherd
Germà de la Gwendolyn i la Caroline.
Caroline Shepherd
Germana de la Gwendolyn i el Nick.
Sr. Bernhard
Factòtum de Lady Arista.
James August Peregrin Pimplebottom
Fantasma de l'escola de la Gwendolyn, la Leslie i la Charlotte, però la Gwendolyn és l’única que el pot veure.
Mr. Thomas George
Membre dels Guardians de la Lògia.
Dr. Jacob White
Metge i membre dels Guardians de la Lògia.
Mr. Whitman
Professor d’Anglès i d’Història i membre dels Guardians de la Lògia.

## El cercle dels dotze
| Viatger en el temps                                  | Pedra preciosa  | Animal  | Arbre   | Qualitat alguímica         | Nota musical |
| ---------------------------------------------------- | --------------- | ------- | ------- | -------------------------- | ------------ |
| Lancelot de Villiers (1560-1607)                     | Àmbar           | Granota | Faig    | Calcinatio                 | LA greu      |
| Eleine Burghley (1562-1580)                          | Òpal            | Òliba   | Noguera | Putrefactio e mortificatio | LA           |
| William de Villiers (1636-1689)                      | Àgata           | Os      | Pi      | Sublimatio                 | SI greu      |
| Cecilia Woodville (1638-1684)                        | Aiguamarina     | Cavall  | Auró    | Solutio                    | MI           |
| Robert Leopold, Comte de Saint Germain (1703-1784)   | Maragda         | Àguila  | Roure   | Destilatio                 | DO           |
| Jeanne de Pontcarrée, Madame d’Urfé (1705-1775)      | Citrina         | Serp    | Ginkgo  | Coagulatio                 | RE greu      |
| Jonathan i Timothy de Villiers (1875-1944 1875-1930) | Cornalina       | Falcó   | Pomer   | Extractio                  | RE           |
| Margret Tilney (1877-1944)                           | Jade            | Guineu  | Til·ler | Digestio                   | MI greu      |
| Paul de Villiers (1974)                              | Turmalina negra | Llop    | Server  | Ceratio                    | MI           |
| Lucy Montrose (1976)                                 | Safir           | Linx    | Salze   | Fermentatio                | FA           |
| Gideon de Villiers (1992)                            | Diamant         | Lleó    | Teix    | Multiplicatio              | FA agut      |
| Gwendolyn Shepherd (1994)                            | Robí            | Corb    | Bedoll  | Projectio                  | SOL major    |